# Catrijnenpoort
De Sint Catrijnenpoort was een stadspoort in de Nederlandse stad Haarlem. Het was een waterpoort die het Spaarne aan de noordelijke kant van Haarlem afsloot. De poort bestond uit twee torens met een brug ertussen. Beide catarijnentorens werden zwaar beschadigd tijdens het beleg van Haarlem (1572-1573). Na het beleg werden de torens in 1589 herbouwd, de westelijke toren heette na de herbouw Zanderstoren, de oostelijke toren Goe Vrouwtoren. Op de onderbouw van deze toren werd in 1778-79 molen de Adriaan gebouwd. De Zanderstoren is in 1817 afgebroken. Rond 1900 is op een iets zuidelijker locatie een nieuwe Catharijnebrug gebouwd.